# 麥克米倫鎮區 (密歇根州盧斯縣)
麥克米倫鎮區（英語：McMillan Township）是位於美國密歇根州盧斯縣的一個行政鎮區。

## 地方資料
麥克米倫鎮區的面積為1565.26平方千米，當中陸地面積為1524.93平方千米，而水域面積為40.33平方千米。根據2020年美國人口普查的數據，當地共有人口2471人，而人口密度為每平方千米1.58人。